# 권동원
권동원(1990년 12월 31일 ~ )은 대한민국의 배우이다.

## 학력
- 용인대학교 연극학과 학사
- 건명원(建明苑) 졸업
- The chora 졸업

## 출연

### 영화
- 《강철비 2: 정상회담》 (2020년) - 백두호 사병 역
- 《천승: 극강의 싸움꾼》 (2019년) - 김강옥 역
- 《노브레싱》 (2013년) - 진행요원 역

### 드라마
- 《으라차차 내 인생》(2022년, KBS1) - 태우 역
- 《방법》 (2020년, tvN) - 순경 역
- 《더 게임:0시를 향하여》 (2020년, MBC) - 형사 역
- 《슬플 때 사랑한다》 (2019년, MBC) - 경찰 역
- 《시간이 멈추는 그때》 (2018년, KBS W) - 창화 역
- 《배드파파》 (2018년, MBC) - 강상문 역

### 연극
- 《프로젝트 에이전트》
- 《더클라운》
- 《보통사람지망생》